# Darekia
Darekia – wymarły rodzaj owadów z rzędu Paoliida i rodziny Paoliidae, obejmujący tylko jeden znany gatunek: Darekia sanguinea. Żył w karbonie.

## Taksonomia i odkrycie
Rodzaj i gatunek typowy opisane zostały w 2012 roku przez Jakuba Prokopa, Wiesława Krzemińskiego, Ewę Krzemińską i Dariusza Wojciechowskiego na łamach Acta Palaeontologica Polonica. Nazwa pochodzi od polskiego imienia Darek. Z kolei epitet gatunkowy sanguinea oznacza po łacinie „krwistoczerwony” i odnosi się do barwy skamieniałości.
Opisu dokonano na podstawie pojedynczej skamieniałości, odnalezionej w kopalni Sosnowiec-Klimontów, na terenie polskiego Górnego Śląska. Znajdowała się ona w oddziale mułowców, w pokładach załężańskich. Pochodzi z westfalu A w karbonie późnym. Holotyp zdeponowany został w krakowskim Muzeum Przyrodniczym Instytutu Systematyki i Ewolucji Zwierząt PAN. Z tej samej lokalizacji znane są inne górnokarbońskie owady: Zdenekia i Silesiapteron z tego samego rzędu oraz Owadpteron i Parapalaeomastax z rzędu Panorthoptera.
Owad ten budową skrzydła przypomina rodzaje Stygne i Pseudofouquea.

## Budowa
Jedyna skamieniałość obejmuje część przedniego skrzydła (brakuje w niej części wierzchołkowej) o długości 25,9 mm, przy czym całkowitą długość tegoż oszacowano na 85 mm, a szerokość na 22 mm. Skrzydło to cechowało się silnie uwstecznionym polem analnym. Na jego użyłkowanie, oprócz żyłek podłużnych, składała się gęsta sieć żyłek poprzecznych. Tylna żyłka subkostalna była wklęsła i niemal prosta. Wypukła, niemal prosta żyłka radialna przyczepiona była do sklerytu aksillarnago i u nasady biegła wyraźnie odrębnie od tylnej żyłki medialnej. Żyłka kubitalna już w pobliżu nasady skrzydła dzieliła się na wypukłą żyłkę kubitalną przednią i wklęsłą żyłkę kubitalną tylną, między którymi leżały cztery rzędy komórek. Przednia żyłka kubitalna biegła silnie rozbieżnie, łącząc się wcześnie z tylną żyłką medialną, zaś tylna biegła prosto ku krawędzi skrzydła. Podział żyłki radialnej na przednią i tylną następował daleko za miejscem połączenia się tylnej żyłki medialnej z przednią żyłką kubitalną. Wypukła przednia żyłka analna była w części nasadowej oddalona od żyłki kubitalnej.